# Apozytose
Apozytose, auch apokrine Sekretion genannt, ist eine spezielle Form der Exozytose, die der Sekretion dient. Bei dieser Sekretionsform schnürt die Zelle einen Teil ihres Zellleibs ab und verpackt auf diese Weise den Stoff, der sezerniert werden soll. Bei diesem Vorgang geht Cytoplasma verloren. Im Gegensatz dazu geht bei der ekkrinen / merokrinen Sekretion kein Cytoplasma verloren. Allgemein anerkannt ist die apokrine Sekretion für die laktierende Milchdrüse und zwar für den Lipidanteil sowie für die apokrine Schweißabsonderung.